# Filippo Bagnato
Pour les articles homonymes, voir Bagnato.
Filippo Bagnato , né le 21 janvier 1948 à Turin,, est une personnalité italienne des affaires.

## Biographie
Marié, parent d'une fille, il est diplômé d'études aéronautiques de l'École polytechnique de Turin. Il commence sa carrière en 1973 à Aeritalia, devenu Alenia en 1990. Il a pris la direction des affaires spatiales en 1981, puis est devenu directeur des programmes militaires de 1987 à 1994.
Devenu président de la division aéronautique en 1996, il prend la direction de la compagnie quand elle devient une société autonome. Il est de plus président du conseil d'administration de Lockheed Martin Alenia Tactical Transport Systems, président d'Aermacchi et directeur du consortium Eurofighter GmbH. En septembre 2002, il est promu Chief Executive Officer d'Eurofighter GMBH à Munich.
Administrateur d'ATR de 1996 à 2001, il préside ATR du 1er juin 2004 au 1er septembre 2007, puis en reprend la présidence courant 2010. Le 1er octobre 2007, il est vice-président du département technique industriel et commercial de Finmeccanica, dont est aujourd'hui directeur du secteur aéronautique et chef de la division des avions.
Il est élu membre correspondant de l'Académie de l'air et de l'espace en 2010 et membre en 2014.